# Jeune École (доктрина)
Jeune École ("Молода школа") була стратегічною морською доктриною, розробленою у 19 столітті. Вона полягала у використанні невеликих, добре озброєних кораблів для протидії ворожому флоту з великих лінкорів і, одночасно, атаках на ворожу морську торгівлю  рейдерами. Ідея була розвинена серед французьких військово-морських теоретиків: Франція мала другий за розміром військовий флот того часу. Доктрина Jeune École мала вирішити проблему протистояння  Британському Королівському флоту, для досягнення паритету з яким Франція не мала ресурсів. 
Французький військово-морський флот, розробляючи концепцію, покладався на досягнуті на той час успіхи у розвитку торпед і міноносців. Відносно дешеві невеликі кораблі могли реально загрожувати значно більшим і дорожчим броненосцям. Військово-морські успіхи французького флоту проти Китаю під час Франко-китайської війни у 1883-85 також стали доказом ефективності міноносців проти флотів, які покладалися на великі артилерійські кораблі.

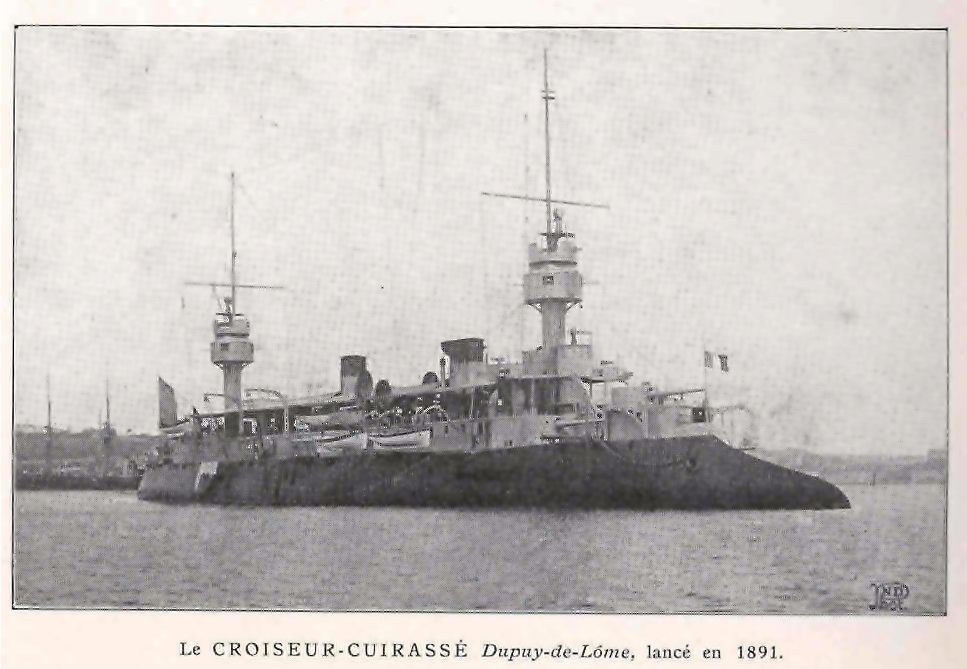
Дюпюї-де-Lôme, ранній броненосний крейсер.

"Наступальною" складовою частиною доктрини Jeune École були заплановані рейди на морські торгові маршрути, щоб завдати шкоди економіці противника. Потенційно найбільш вразливою проти такої стратегії була Велика Британія, яка критично залежала від морської торгівлі та морських сполучень з колоніями. 

## Впливи
Доктрина Jeune École сильно вплинула на розвиток невеликих флотів у кінці 19-го століття, які намагалися компенсувати відсутність чи недостатню кількість броненосців. Зокрема, у її руслі розвивалися флоти Австро-Угорщини, Німецької імперії та Японії. Водночас на рубежі 20 століття всі ці держави повернулися до традиційної концепції розбудови військово морських сил навколо основних кораблів. 